# 카일라시 사티아르티
카일라시 사티아르티(영어: Kailash Satyarthi, 힌디어: कैलाश सत्यार्थी, 1954년 1월 11일 71세 - )는 인도의 아동의 권리 활동가, 공학자, 대학 교수이다. 2014년 파키스탄의 말랄라 유사프자이와 함께 노벨 평화상을 수상했다.

## 내력
1954년 1월 11일에 마디아프라데시 주 비디샤에서 태어났다. Samrat Ashok Technological Institute(SATI)에서 전기공학을 전공한 뒤, 대학원에서 고전압공학을 전공했다. 그 뒤 보팔의 대학에서 몇 년간 교수 일을 맡았다.
1980년대부터 노예적인 노동에 종사당한 아동을 구출하거나 교육을 실시하는 활동을 시작했다. 그 공적을 인정받아, 2014년도 노벨 평화상을 수상했다. 또한, 인도인 노벨상 수상자는 2009년의 벤카트라만 라마크리슈난 이래, 평화상 수상자는 1979년의 마더 테레사 이래 처음이다. 그 뒤, 노벨상의 메달은 인도 국내의 박물관에 전시되어, 자택에는 노벨상의 상장과 복제된 메달을 놓았었으나, 국외에 체재하고 있던 2017년 2월 6일 밤에 빈집털이에게 당해 도난당했다. 용의자 3명이 2월 12일까지 체포되어 도난당한 복제된 메달이나 보석류는 경찰에게 회수되었으며, 상장은 가치가 없다고 판단되어 버려버렸다고 한다.

## 가축
뉴델리에서 아내, 딸, 아들과 함께 살고 있다.

## : 3
- 말랄라 유사프자이